# 曾氏兔银鲛
曾氏兔银鲛（学名：Hydrolagus tsengi）为银鲛科兔银鲛属的鱼类。在中国，分布于山东烟台和浙江镇海等。该物种的模式产地在浙江Chefoo。